# بخش کنعان (شهرستان مدیسون، اوهایو)
بخش کنعان (به انگلیسی: Canaan Township) یک منطقهٔ مسکونی در ایالات متحده آمریکا است که در شهرستان مدیسون، اوهایو واقع شده‌است.
 بخش کنعان ۹۰٫۶ کیلومتر مربع مساحت و ۲٬۴۹۶ نفر جمعیت دارد و ۲۹۴ متر بالاتر از سطح دریا واقع شده‌است.